# Cadeaux d'adieu
Cadeaux d'adieu est le 10e épisode de la saison 1 de la série télévisée Angel.

## Synopsis
Angel va voir les Oracles pour que Doyle soit ramené à la vie, arguant du fait qu'il était son seul lien avec les Puissances supérieures, mais les Oracles refusent et laissent entendre que Doyle sera remplacé. Peu après, un démon nommé Barney, doté du pouvoir de ressentir les émotions des autres, demande la protection d'Angel car il est traqué par un motard à travers le pays pour une raison qu'il dit ignorer. Pendant ce temps, Cordelia, qui a du mal à se remettre de la mort de Doyle, reçoit sa première vision lors d'une audition. Comprenant que Doyle lui a transmis son don en l'embrassant, elle tente de s'en débarrasser de la même manière mais cela ne marche pas. En enquêtant, Angel découvre que la personne aux trousses de Barney n'est autre que Wesley, que le Conseil des Observateurs a renvoyé et qui s'est lancé dans l'activité de chasseur de démons « freelance ». Wesley n'est en fait pas à la poursuite de Barney mais à celle d'un démon cornu qui en tue d'autres pour leur prendre leur pouvoir, et qui échappe de peu à Angel et Wesley.
Angel et Wesley retrouvent le démon mais celui-ci est mourant car il s'est fait arracher sa corne. Dans le même temps, Barney, resté seul avec Cordelia, découvre son don de clairvoyance et abandonne sa façade aimable, se révélant être en fait celui que Wesley recherchait, comme Angel et Wesley l'apprennent du démon qu'ils interrogent quand celui-ci décrit son agresseur. Barney enlève Cordelia et organise une vente aux enchères pour vendre ses trophées au plus offrant. Quand vient le tour de Cordelia, les enchères montent très haut et c'est finalement une représentante de Wolfram & Hart qui remporte le lot. Angel et Wesley découvrent où Barney a emmené Cordelia grâce au dessin qu'elle a fait de sa vision et au mot « enchères » que le démon cornu avait dit à Wesley. Ils interviennent à temps pour sauver Cordelia, sur le point de se faire arracher les yeux, et Barney est tué par Cordelia dans la bagarre qui s'ensuit. Angel reconnaît que Wesley lui a apporté une aide précieuse et l'ancien Observateur intègre plus ou moins Angel Investigations à la fin de l'épisode.

## Statut particulier
Cet épisode voit l'arrivée du personnage de Wesley Wyndam-Pryce dans la série. Noel Murray, du site The A.V. Club, évoque un épisode très plaisant, surtout en raison de la réapparition de Wesley et du « rebondissement qui voit Cordelia être enlevée et vendue aux enchères par un démon filou très futé et très amusant ». Pour Ryan Bovay, du site Critically Touched, qui lui donne la note de B, l'épisode est « plutôt amusant », même si l'ineptie du personnage de Wesley est « un peu exagérée », et sa grande force réside dans la « qualité surprenante de son intrigue » et de son méchant qui s'intègre très bien à l'histoire.

## Distribution

### Acteurs crédités au générique
- David Boreanaz : Angel
- Charisma Carpenter : Cordelia Chase
- Glenn Quinn : Allen Francis Doyle (n'apparaît pas dans l'épisode)

### Acteurs crédités en début d'épisode
- Maury Sterling : Barney
- Carey Cannon : Oracle femme
- Randall Slavin : Oracle homme
- Alexis Denisof : Wesley Wyndam-Pryce